# Liste der Biografien/Zir
Liste der Biografien |
Portal Biografien |
Personensuche
# |
A |
B |
C |
D |
E |
F |
G |
H |
I |
J |
K |
L |
M |
N |
O |
P |
Q |
R |
S |
T |
U |
V |
W |
X |
Y |
Z |
?
 
Za |
Zb |
Zc |
Zd |
Ze |
Zf |
Zg |
Zh |
Zi |
Zj |
Zk |
Zl |
Zm |
Zn |
Zo |
Zr |
Zs |
Zu |
Zv |
Zw |
Zy |
Zz
 
Zia |
Zib |
Zic |
Zid |
Zie |
Zif |
Zig |
Zih |
Zij |
Zik |
Zil |
Zim |
Zin |
Zio |
Zip |
Zir |
Zis |
Zit |
Ziu |
Ziv |
Ziw |
Zix |
Ziy |
Ziz
Die Liste der Biografien führt alle Personen auf, die in der deutschsprachigen Wikipedia einen Artikel haben. Dieses ist eine Teilliste mit 86 Einträgen von Personen, deren Namen mit den Buchstaben „Zir“ beginnt.

## Zir

### Zira
- Zirajewski, Artur (1972–2010), polnischer Verbrecher, bezahlter Mörder und Hauptzeuge in einem Mordprozess
- Ziraldo (1932–2024), brasilianischer Autor, Zeichner, Karikaturist, Maler und Journalist

### Zirb
- Zirbel, Tom (* 1978), US-amerikanischer Radrennfahrer
- Zirbes, Maik (* 1990), deutscher BasketballspielerMaik Zirbes (* 1990)

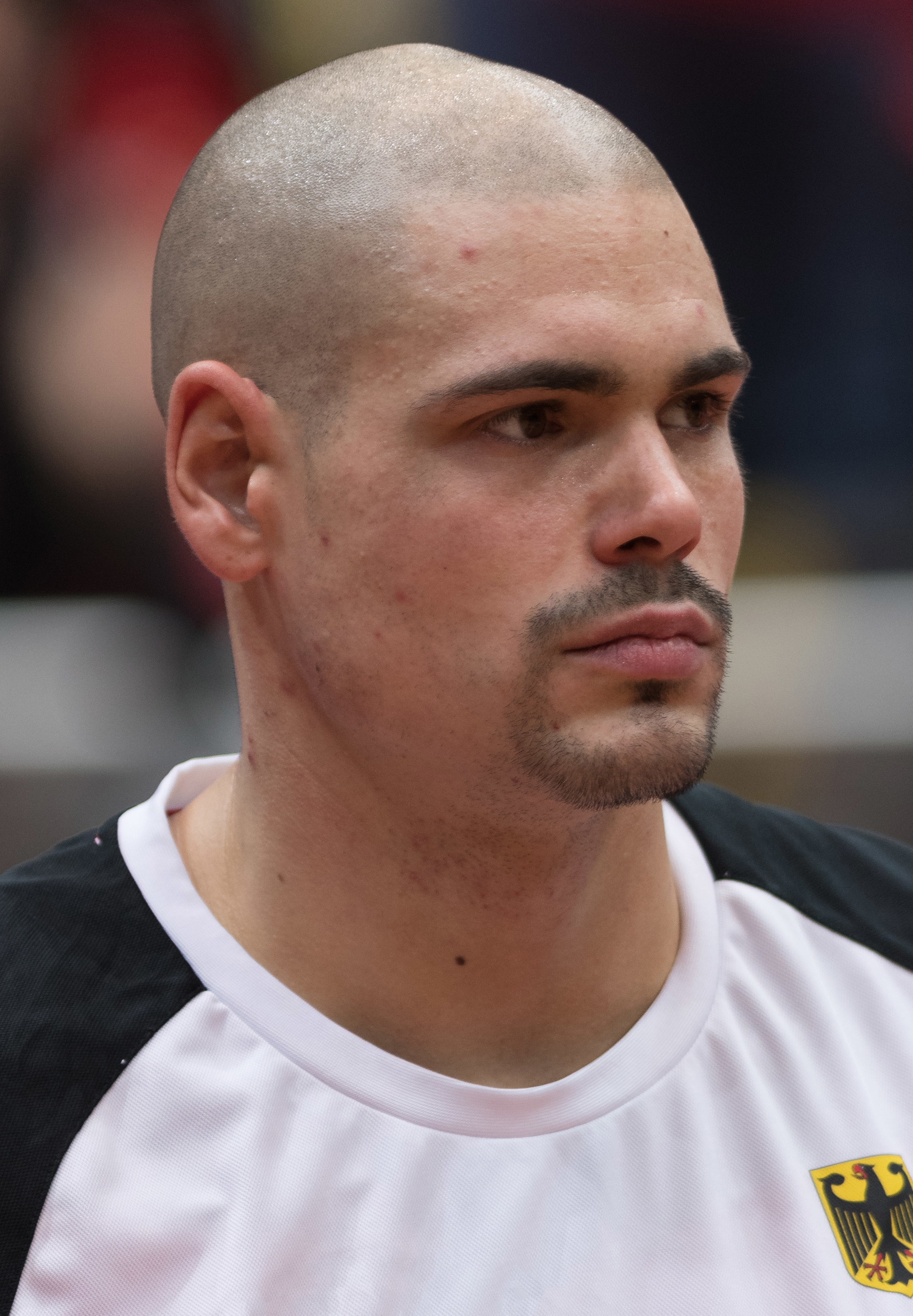
Maik Zirbes (* 1990)

- Zirbes, Peter (1825–1901), deutscher fahrender Sänger
- Zirbes, Peter (1898–1988), deutscher Maler
- Zirbik, Jürgen (* 1957), deutscher Unternehmensberater

### Zirc
- Zircher, Patrick (* 1963), US-amerikanischer Comiczeichner

### Zire
- Zîrek, Hesen (1921–1972), iranisch-kurdischer Sänger
- Zirekidse, Irakli (* 1982), georgischer Judoka

### Zirf
- Zirfas, Jörg (* 1961), deutscher Erziehungswissenschaftler und Hochschullehrer

### Zirg
- Zirges, Willy (1866–1938), deutscher Maler und Lithograf

### Ziri
- Zīrī ibn Manād († 971), Begründer der Ziridendynastie im Maghreb
- Zīrī, Bādīs ibn al-Mansūr ibn Buluqqīn ibn († 1016), dritter Herrscher der Ziriden in Ifriqiya (995–1016)
- Ziri, Gbaya Boniface (* 1949), ivorischer Priester, Bischof von Abengourou
- Ziric, Milan (* 2000), österreichischer Fußballspieler
- Zirignon, Jean-Olivier (* 1971), ivorischer Leichtathlet und Olympiateilnehmer
- Ziriklī, az- (1893–1976), syrisch-arabischer Dichter, Gelehrter und Journalist
- Zirin, Anton (* 1987), kasachischer Fußballtorhüter
- Zirina, Ella (* 1997), lettische Jazzmusikerin (Gitarre, Komposition)

### Zirk
- Zirkel, Barnaba (1877–1944), deutsche Steyler Missionsschwester und Märtyrin
- Zirkel, Ferdinand (1838–1912), deutscher Geologe
- Zirkel, Gregor von (1762–1817), Weihbischof in Würzburg, ernannter Bischof von Speyer
- Zirkel, Thorsten (* 1977), deutscher QuizspielerThorsten Zirkel (* 1977)

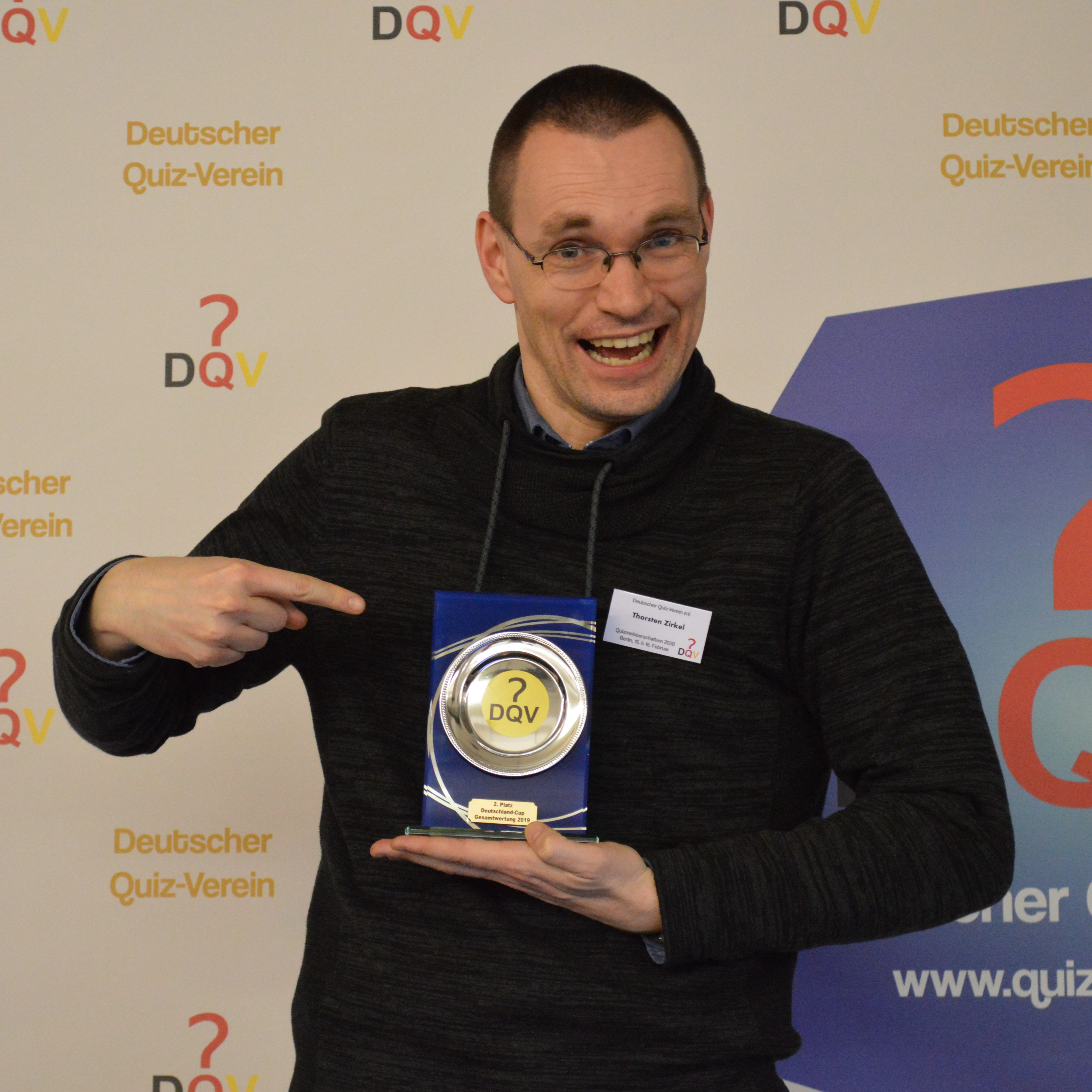
Thorsten Zirkel (* 1977)

- Zirkelbach, Christian (* 1961), deutscher Sprinter
- Zirkelbach, Helmut Anton (* 1962), deutscher Künstler und Radierer
- Zirkelbach, Wilhelm (1911–1997), römisch-katholischer Geistlicher und Politiker
- Zirkenbach, Günther (* 1930), deutscher Polizeioffizier und SED-Funktionär, Chef der Bezirksverwaltung der Deutschen Volkspolizei Frankfurt (Oder)
- Zirker, Hans (1935–2025), deutscher römisch-katholischer Theologe
- Zirker, Leo (1937–2014), deutscher katholischer Moraltheologe
- Zirker, Milly (1888–1971), deutsche Journalistin
- Zirker, Otto (1899–1925), deutscher Reformgefängnispädagoge
- Zirkl, Andreas (* 1968), österreichischer Paracycler
- Zirkl, Josef (1875–1945), deutscher römisch-katholischer Rentner und Märtyrer
- Zirkler, Albert (1891–1971), deutscher Lehrer, Volkskundler und Mundartforscher
- Zirkler, Bernd (* 1970), deutscher Wirtschaftswissenschaftler und Hochschullehrer
- Zirkler, Friedrich (1827–1909), deutscher Fotograf
- Zirkler, Klaus-Otto (* 1946), deutscher Politiker (LDPD, FDP), MdV, MdB
- Zirkler, William (1869–1928), deutscher Fotograf und Protagonist der Industrie-, Bergwerks- und Hütten-Fotografie
- Zirkzee, Joshua (* 2001), niederländischer FußballspielerJoshua Zirkzee (* 2001)

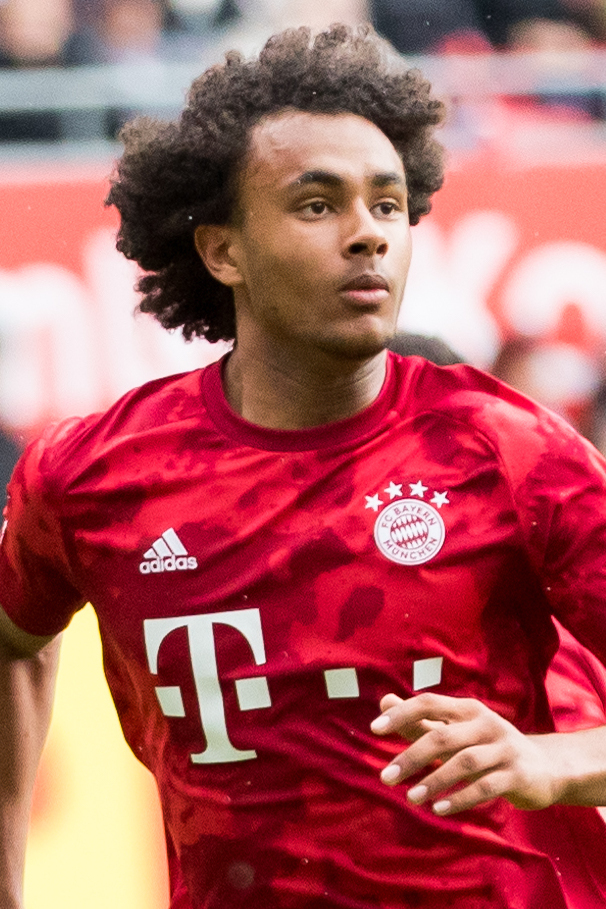
Joshua Zirkzee (* 2001)

### Zirl
- Zirler, Stephan († 1568), deutscher Liedkomponist der Renaissance
- Zirlewagen, Marc (* 1970), deutscher Journalist und Studentenhistoriker
- Zirlik, Andreas (* 1974), deutscher Mediziner

### Zirm
- Zirm, Eduard (1863–1944), österreichischer Augenarzt

### Zirn
- Zirn, Berta (1891–1976), deutsche Krankenschwester
- Zirnbauer, Heinz (1902–1982), deutscher Bibliothekar in München, Speyer, Salzburg und Nürnberg
- Zirnbauer, Josef (1834–1917), deutscher Lederfabrikant und Lokalpolitiker
- Zirnbauer, Martin R. (* 1958), deutscher theoretischer Physiker und Hochschullehrer
- Zirnbauer, Otto (1903–1970), deutscher Bildhauer und Restaurator
- Zirndorfer, Paul (1859–1920), deutscher Jurist und Mitglied des Provinziallandtages der Provinz Hessen-Nassau
- Zirne, Ulla (* 1995), lettische Rennrodlerin
- Zirner, Ana (* 1983), freiberufliche Autorin und Vortragende
- Zirner, August (* 1956), US-amerikanisch-österreichischer SchauspielerAugust Zirner (* 1956)

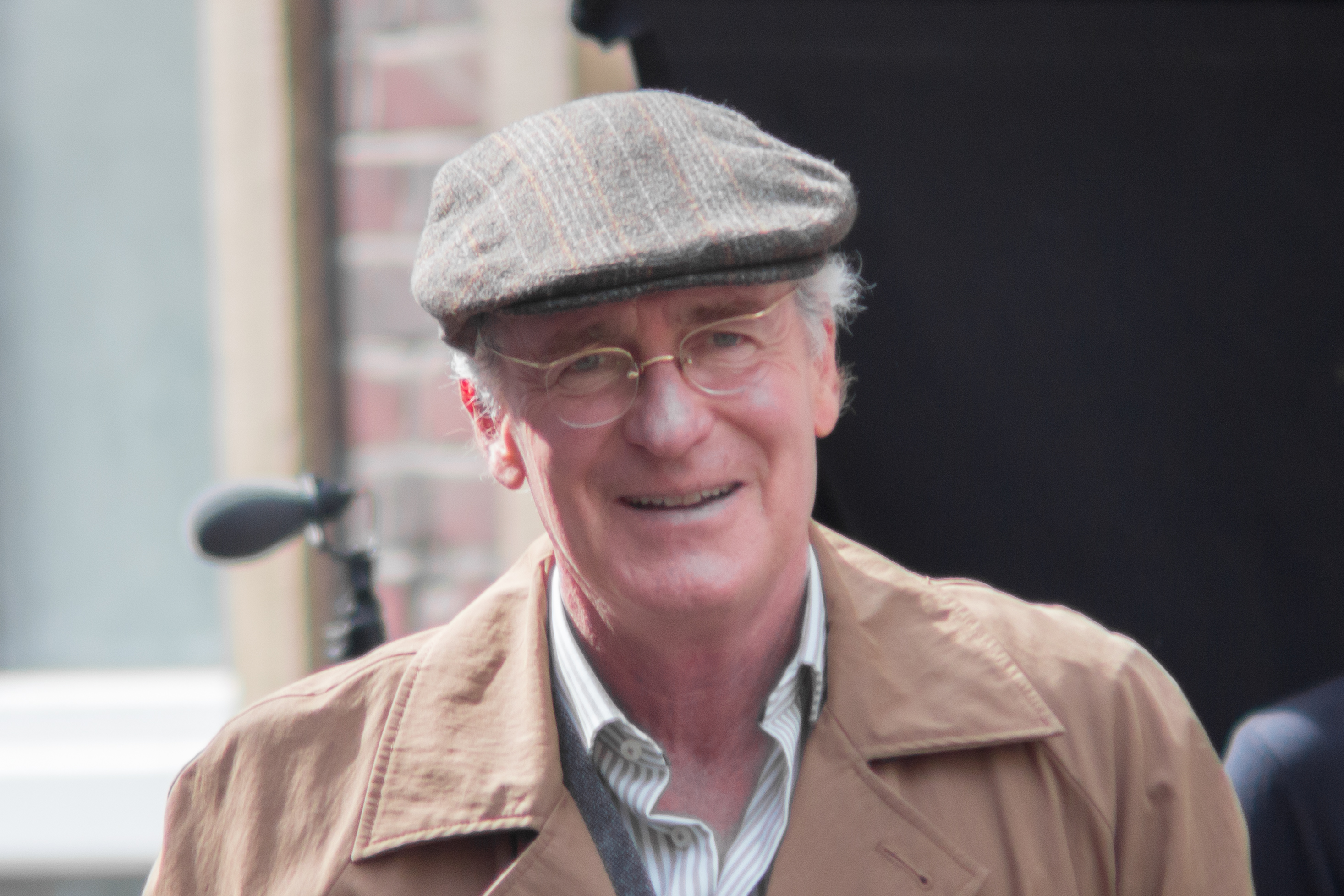
August Zirner (* 1956)

- Zirner, Johannes (* 1979), deutscher Schauspieler
- Zirner, Katharina (1890–1927), österreichische Malerin und Graphikerin
- Zirner, Leo (* 1990), deutscher Schauspieler
- Zirner, Ludwig (1906–1971), österreichisch-US-amerikanischer Musiker (Konzertpianist) und Opernregisseur
- Zirngast, Gabriel (* 2002), österreichischer Fußballspieler
- Zirngast, Max (* 1989), österreichischer Journalist und Autor
- Zirngibl, Christoph (* 1980), deutscher Komponist
- Zirngibl, Helmut, deutscher Radrennfahrer
- Zirngibl, Johannes (* 1999), deutscher American-Football-Spieler
- Zirngibl, Manfred A. (1938–2014), deutscher Sammler traditioneller afrikanischer Waffen
- Zirngibl, Roman (1740–1816), bayerischer Benediktiner, Historiker, Archivar und Bibliothekar
- Zirngibl, Werner (* 1956), deutscher Tennisspieler
- Zirngibl-Kowalski, Sandra (* 1969), deutsche Schauspielerin
- Zirngiebl, Lothar (1902–1973), deutscher Entomologe und Schulleiter
- Zirnis, Dzintars (* 1977), lettischer Fußballspieler
- Zirnitzer, Sebastian (* 1992), österreichischer Fußballspieler
- Zirnstein, Alfred (* 1899), deutscher DBD-Funktionär, MdV, Bezirksvorsitzender der DBD Dresden
- Zirnstein, Julia (* 1990), deutsche Fußballspielerin
- Zirnwald, Roman (* 1982), österreichischer Badmintonspieler

### Ziro
- Žironas, Egidijus (* 1954), litauischer Richter
- Zironi, Violetta (* 1995), italienische Singer-Songwriterin
- Žirovnik, Janez (* 1935), jugoslawischer Radsportler

### Zirp
- Zirpel, Arno (1886–1962), deutscher Maler
- Zirpel, Friedrich (* 1921), deutscher Drogist und Politiker (LDPD)
- Zirpel, Karl-Heinz (* 1927), deutscher Wirtschaftsfunktionär und DDR-Diplomat
- Zirpins, Walter (1901–1976), deutscher Jurist und Polizeibeamter

### Zirr
- Zirra, Alexandru (1883–1946), rumänischer Komponist

### Zirw
- Zirwes, Jörg (* 1968), deutscher Politiker (AfD)

### Ziry
- Ziryab (789–857), islamischer Musiker und Komponist

### Zirz
- Zirzow, Carola (* 1954), deutsche Kanutin
- Zirzow, Ella (* 2002), deutsche Schauspielerin
- Zirzow, Matthias (* 1969), deutscher Autor und Regisseur
- Zirzow, Paul (1838–1912), deutscher Konteradmiral der Kaiserlichen Marine